# Araçari-castanho
O araçari-castanho  ou araçari-de-nuca-castanha (Pteroglossus castanotis) é uma espécie de ave da família Ramphastidae. Ocorre da Colômbia ao Paraguai e no Brasil centro-meridional. Tais aves medem cerca de 43 cm de comprimento, com um grande bico multicolor, bochechas, garganta e nuca castanhas, barriga com faixa vermelha alargada dos lados.

## Etimologia

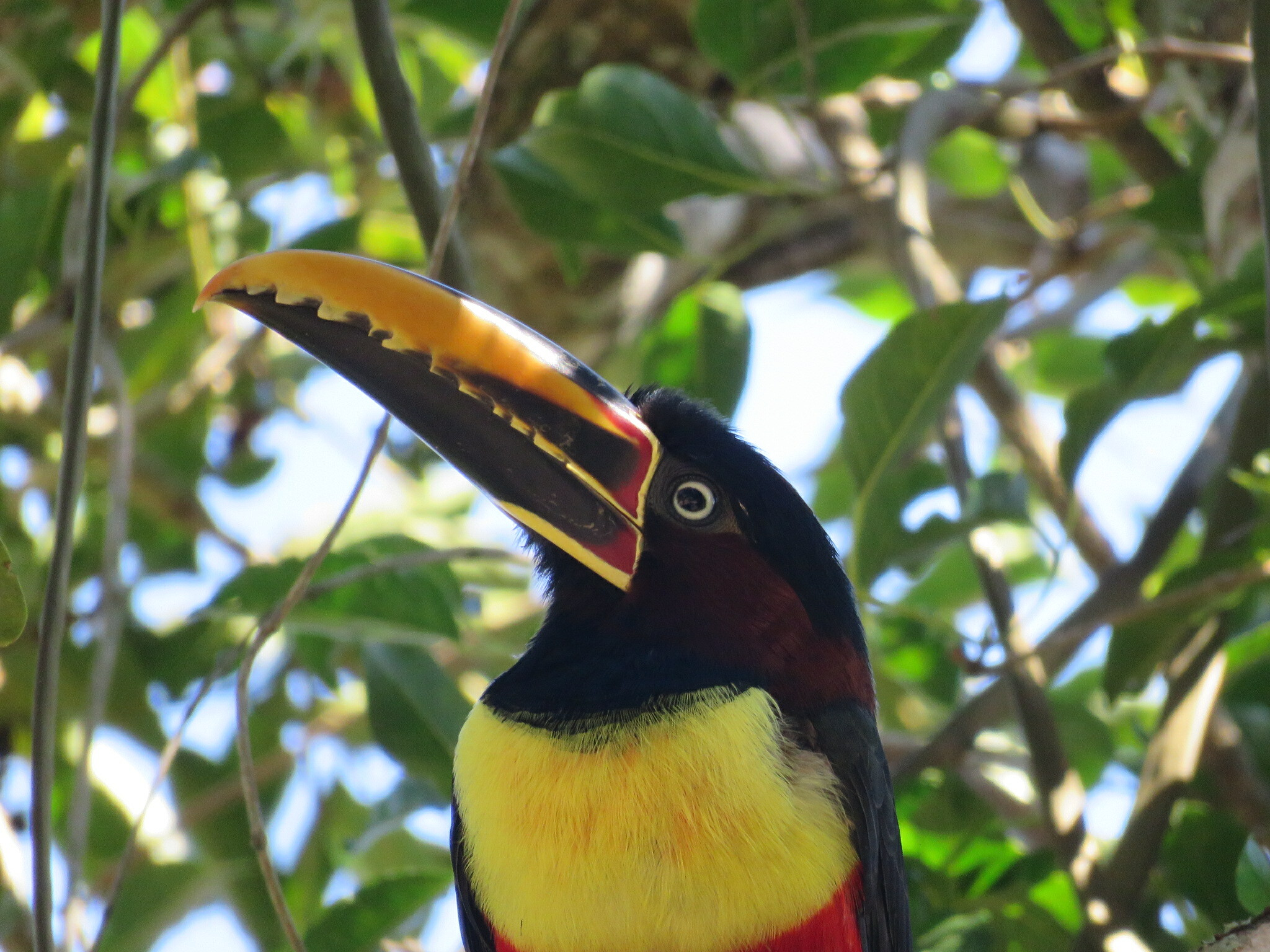
Araçari-castanho no Parque Nacional do Iguaçu

"Araçari" origina-se do termo tupi arasa'ri.

## Subespécies
São reconhecidas duas subespécies:
- Pteroglossus castanotis castanotis (Gould, 1834) - ocorre do sul e leste da Colômbia até o leste do Equador, sudeste do Peru e noroeste do Brasil. Esta subespécie apresenta a cabeça preta e calções marrom escuros. A região pós-ocular mais azulada do que na subespécie australis.
- Pteroglossus castanotis australis (Cassin, 1867) - ocorre do leste da Bolívia até o sudeste do Brasil, nos estados de Minas Gerais, São Paulo, Paraná e Rio Grande do Sul; no leste do Paraguai e nordeste da Argentina. Esta subespécie apresenta os lados da cabeça e calções marrom-castanhos, e região perioftálmica acinzentada.